# Carlo Coppola
Pour les articles homonymes, voir Coppola.
Carlo Coppola, né à Naples et actif dans sa ville natale de 1653 à 1665, est un peintre baroque italien.

## Biographie
Carlo Coppola est né à Naples, probablement au tout début des années 1600. Documenté à Naples de 1653 à 1665 et élève de Aniello Falcone, il a peint dans le même genre que lui des batailles, des paysages et de natures mortes.
Il est dit être devenu aveugle pour avoir fait la fête le jour et avoir peint seulement la nuit à la lueur d'une bougie.

## Œuvres
- Décollation de saint Janvier et de ses compagnons à Pouzzoles, huile sur toile, Paris, Galerie Canesso[2].

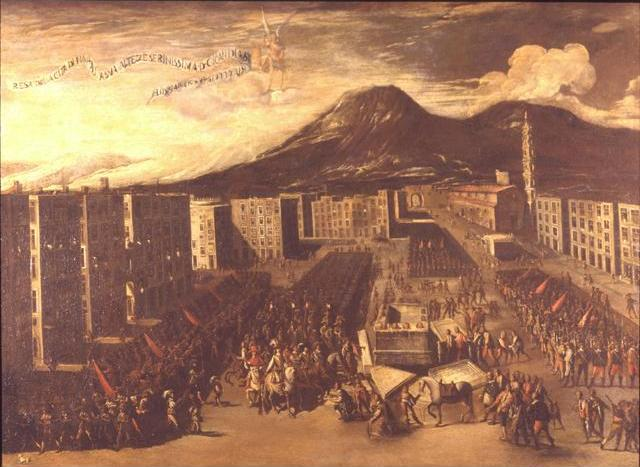
Capitulation de Naples devant Juan José d'Autriche (1648), Naples, musée San Martino.
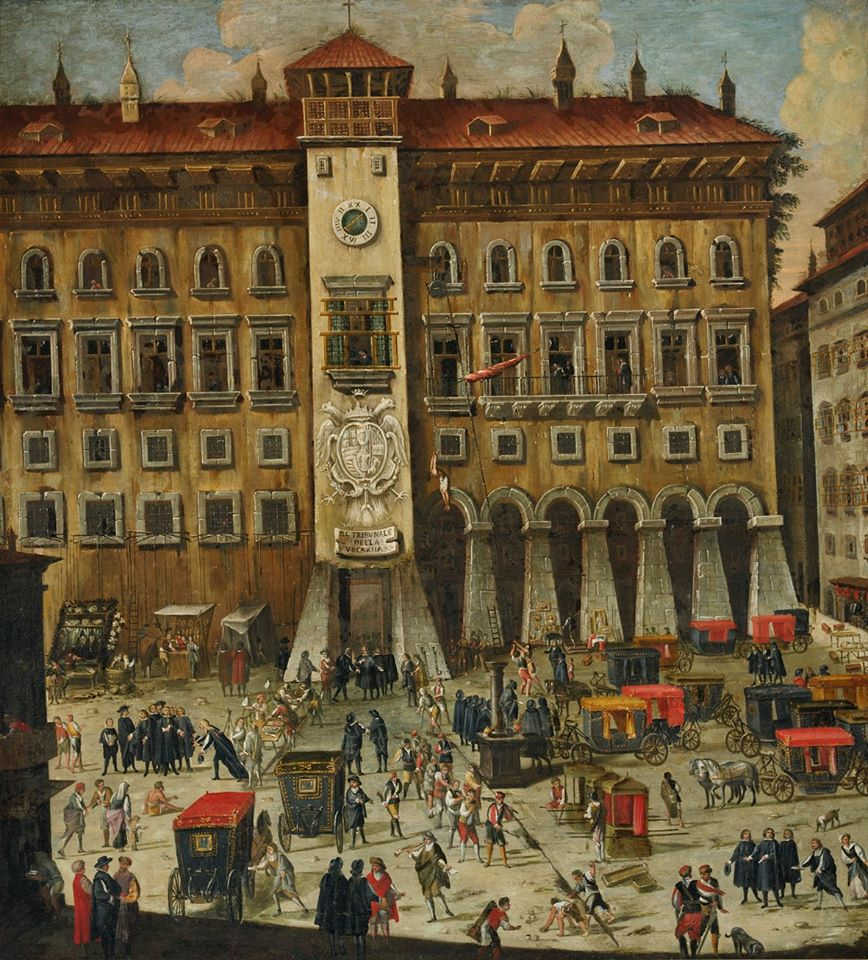
Tribunal de la Vicaria à Castel Capuana (attribué a Coppola)
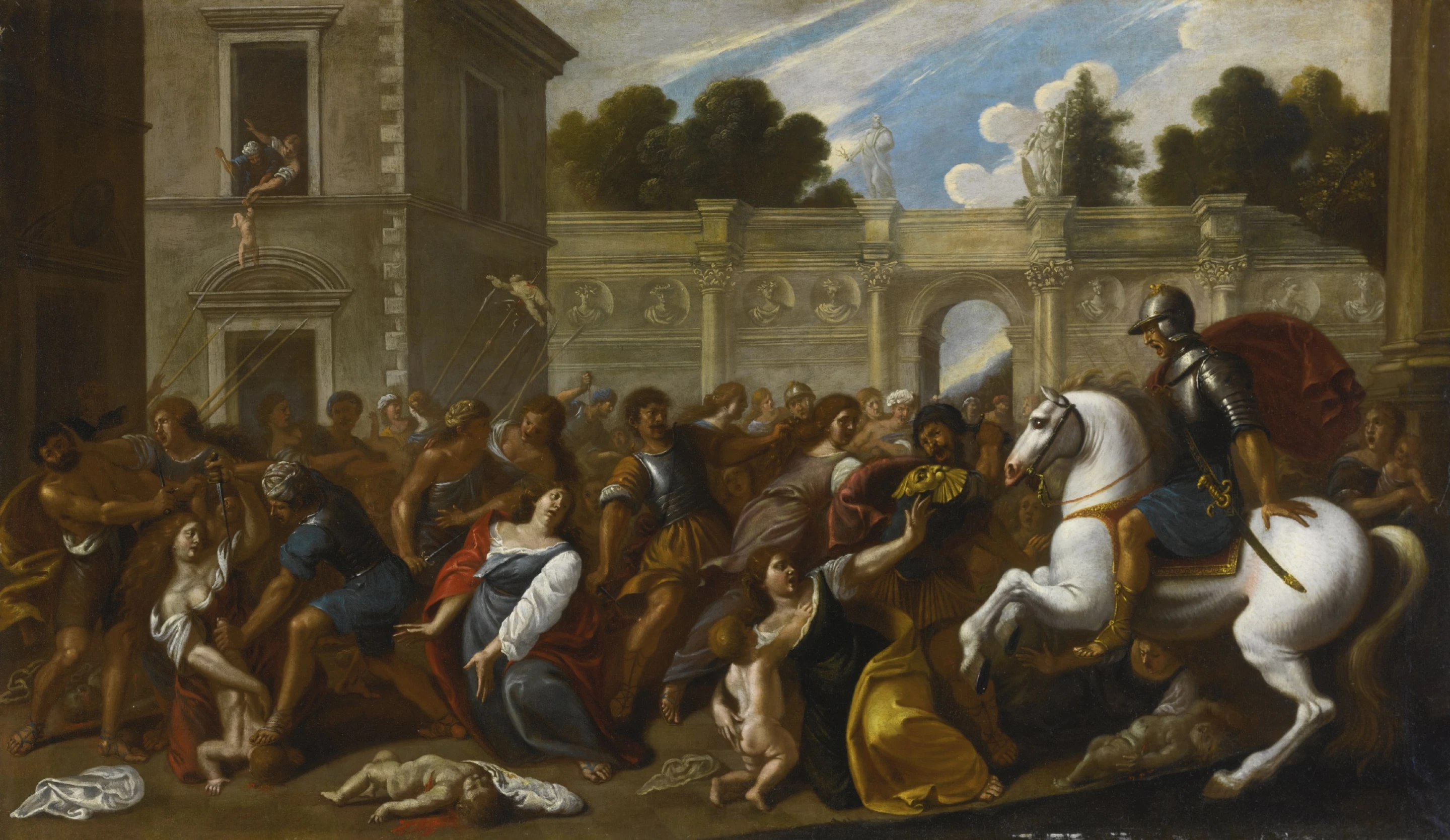
Le massacre des Innocents.

## Collections publiques
- Capitulation de Naples devant Juan José d'Autriche (1648), Naples, musée San Martino
- La Décollation de San Gennaro, huile sur toile, cathédrale Notre-Dame de l'Assomption de Naples

## Source de la traduction
- (en) Cet article est partiellement ou en totalité issu de l’article de Wikipédia en anglais intitulé « Carlo Coppola » (voir la liste des auteurs).